# كريتيري (لاريسا)
كريتيري (Κριτήρι) هي قرية في بلدية تيرنافوس. بلغ عدد سكان مستوطنة كريتيري 1,415 نسمة وفقًا لتعداد 2011، بزيادة قدرها 25٪ تقريبًا مقارنة بعدد سكان التعداد السابق لعام 2001 والذي كان 1,129 نسمة.